# Aschenhaus

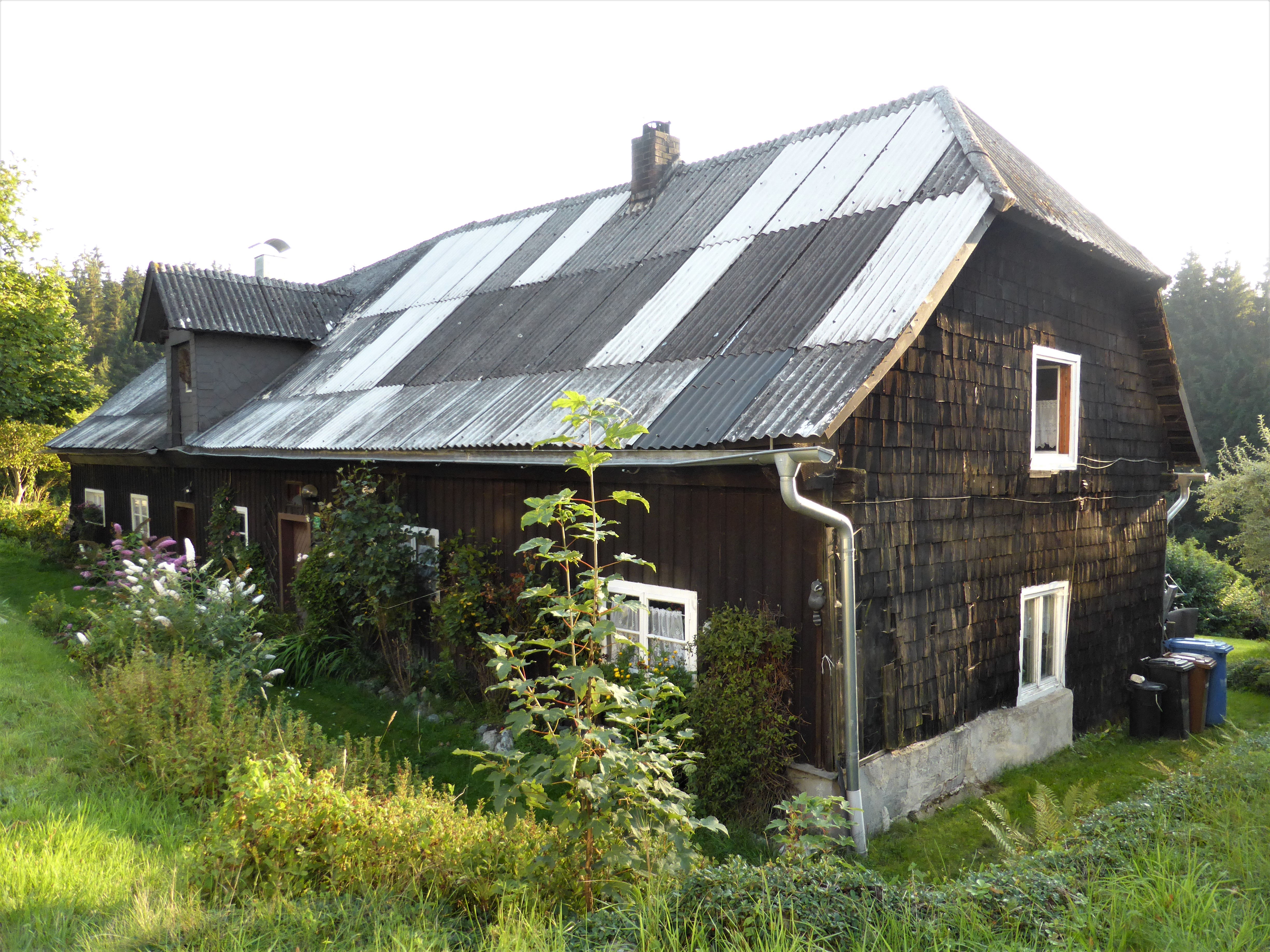
Altes Aschenhaus in Zwieslerwaldhaus, Niederbayern

Ein Aschenhaus (auch: Aschenhütte oder Pottaschhütte) war ein Nebenbetrieb frühneuzeitlicher Glashütten. Diese benötigten als Ausgangsstoffe zur Glasherstellung nebst Quarz und Kalk auch Pottasche. Letztere diente als Flussmittel, das heißt, durch ihre Beimengung zum Quarzsand wurde dessen sehr hoher Schmelzpunkt deutlich abgesenkt. Zur Erzeugung der Pottasche richteten die Hütten in ihrer Nachbarschaft Aschenhäuser ein, in denen von Aschenbrennern das Salz aus Pflanzen- und Holzasche in Wasser in Lösung gebracht wurde, das dann verdampft wurde; den gesamten Prozess bezeichnet man als Auslaugen.
Der Zeitzeuge Lukas Grünenwald, Lehrer und Heimatforscher, berichtet aus seinen Erinnerungen an seine Jugendzeit in Dernbach (Pfalz):
Der Holzbedarf bei der Pottascheherstellung war außerordentlich hoch, weshalb die Glashütten häufig in ausgedehnten Wäldern angesiedelt wurden (Waldglas). So ergibt sich aus den Unterlagen der Waldglashütte von Spiegelberg in den Schwäbisch-Fränkischen Waldbergen (1705–1822 in Betrieb) ein jährlicher Bedarf an Pottasche von rund 800 Zentnern. Da ein Festmeter Holz (rund 750 kg) nur 1 kg Pottasche ergab, mussten somit jährlich für den Pottaschenbedarf nur dieser Glashütte rund 40.000 Festmeter Holz eingeschlagen werden.
Noch heute erinnern die Namen von Siedlungen an einstige Aschenhäuser bzw. Aschenhütten (siehe Aschenhütte). So lauten in Baden-Württemberg etwa die Namen von gleich zwei Wohnplätzen im Bereich der Gemeinde Mainhardt Aschenhütte; in Bayreuth ist die Pottaschhütte als Straßennamen erhalten geblieben.